# دلفين بيل
دلفين بيل (الاسم العلمي: Lagenorhynchus australis) (بالإنجليزية: Peale's dolphin)‏ هو نوع من الحيتانيات يتبع جنس دلفين قاروري الخطم من فصيلة الدلافين المحيطية.